# Megesterol
El Megestrol es un fármaco de progestina sintética que se prescribe  como estimulante del apetito en casos de pérdida de peso inexplicable, en pacientes con VIH/SIDA y en síndrome de anorexia o caquexia asociada a cáncer.
Se emplea para el manejo del cáncer de mama, endometrio y en el tratamiento del carcinoma hepatocelular.También, reduce los sofocos en mujeres con cáncer de mama y en hombres que han recibido terapia de suspensión de andrógenos para el cáncer de próstata.
Con frecuencia se reportan efectos adversos con su uso, como hiperglucemia, tromboembolismo y supresión del eje hipotalámico-pituitario-adrenal.

## Historia
El megestrol fue sintetizado en 1960. En 1967 el medicamento fue aprobado por la FDA para el tratamiento de cáncer endometrial y cáncer de mama metastásico en mujeres, esto debido a su capacidad para inhibir el crecimiento de células tumorales dependientes de hormonas.
En la década de los 80, se describieron los efectos del megestrol en el apetito, la ganancia de peso y el potencial uso en pacientes con síndrome de anorexia y caquexia, y VIH/SIDA y Cáncer. La FDA aprobó su uso en estos casos en 1986.

## Descripción

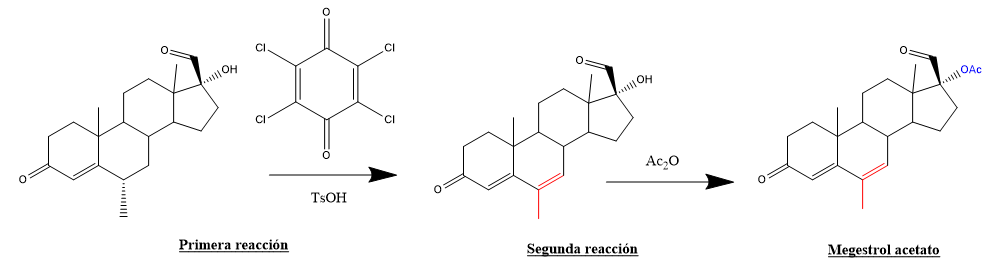
Figura 1. Síntesis del megestrol

La molécula inicial es una hormona esteroidea con varios anillos fusionados y un grupo cetona en el anillo ciclopentanoperhidrofenantreno.

#### Primera reacción

##### Reactivos
La molécula inicial reacciona con el reactivo  en presencia de ácido toluensulfónico (TsOH).

##### Producto
Se forma un nuevo compuesto donde uno de los grupos OH (hidroxilo) se convierte en un grupo cetona adicional. Esto puede implicar una reacción de oxidación o un reordenamiento.

#### Segunda reacción

##### Reactivos
El producto intermedio reacciona con anhídrido acético (Ac2O).

##### Producto
Se forma el megestrol acetato. En este paso, el grupo OH se convierte en un grupo acetato (OAc), que es el grupo funcional éster resultante de la reacción con el anhídrido acético.

## Farmacocinética

### Vías de administración
La administración de este fármaco es por vía oral en forma de tabletas, granulado, suspensión oral y en la actualidad se investiga una suspensión oral de nanocristales para mejorar la biodisponibilidad en ayuno. 

### Absorción
La absorción del megestrol ocurre en el tracto gastrointestinal alcanzando las concentraciones máximas de 1 a 3 horas para las tabletas de acetato de megestrol. El inicio de la acción tarda de 3 a 4 semanas para aumentar de peso. La biodisponibilidad oral es del 100%.

### Distribución
El megestrol se une un 85% a 95% a proteínas presentes en el plasma sanguíneo.Este fármaco atraviesa la barrera hematoencefálica y la barrera placentaria. El volumen de distribución del megestrol acetato es de aproximadamente 20 a 25 litros por kilogramo (L/kg).

### Metabolismo y metabolitos
Se metaboliza en el hígado con procesos de fase I (CYP3A4) y  fase II: UGT2B17, que catalizan la glucuronidación en los grupos hidroxilos ubicados en los carbonos 2 y 24 del megestrol formando dos metabolitos, M1 y M2.

### Excreción
El 57 al 78% del megestrol es excretado en la orina y el 8 al 30% en las heces diez días después de su administración. La vida media de este fármaco es de 24 a 38 horas. 

## Farmacodinámica

### Mecanismo de acción
El megestrol es un agonista de los receptores de progesterona PR-A y PR-B. Con mayor afinidad que la progesterona. Adicionalmente, es agonista de los receptores de glucocorticoides con una afinidad mayor que el cortisol.

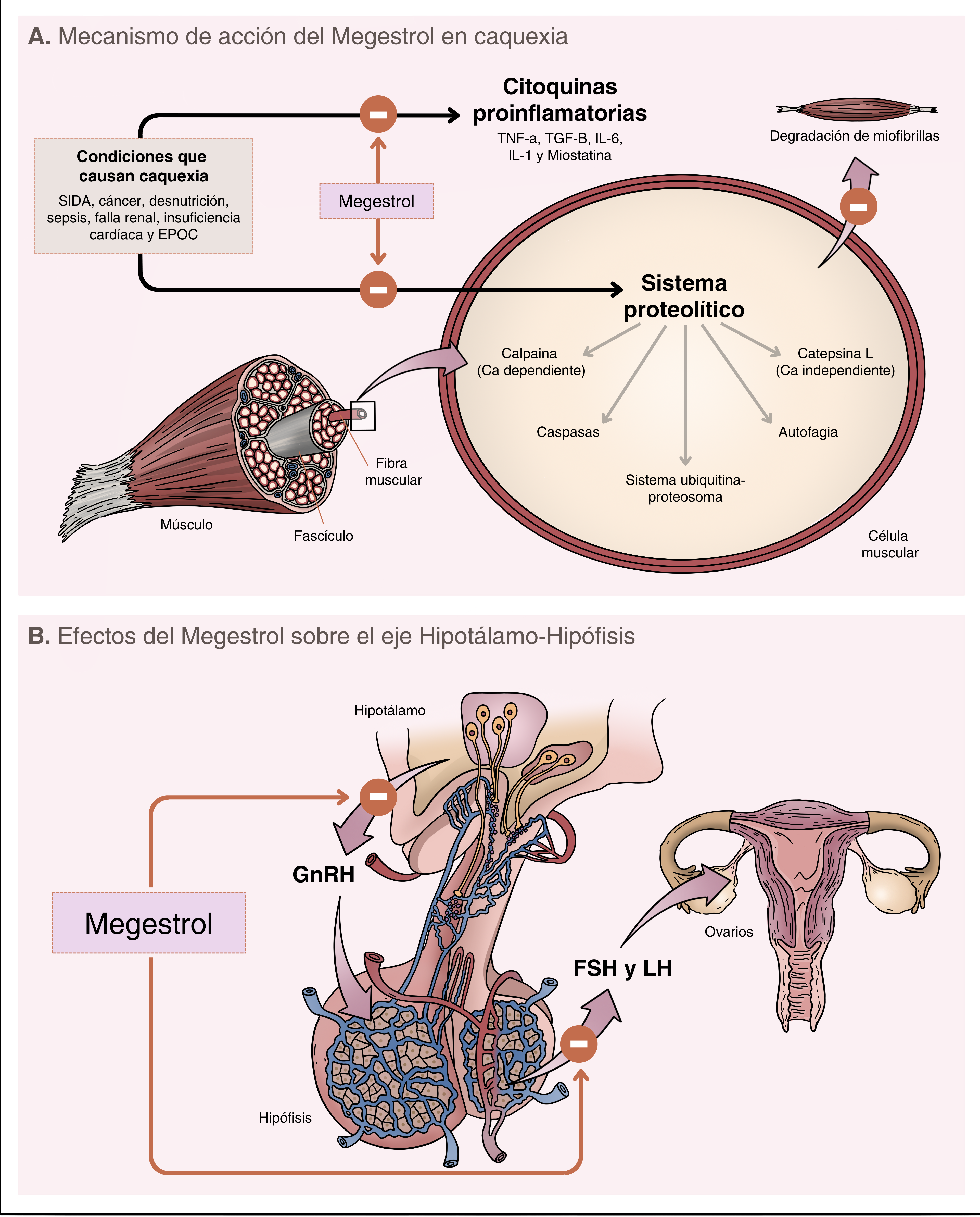
Figura 2. Mecanismo de acción y efectos del megestrol. A. Mecanismo de acción de megestrol en caquexia actúa como agonista receptor glucocorticoide disminuyendo la actividad de las vías proteolíticas de las enfermedades asociadas a caquexia. B. El megestrol es agonista de los receptores de progesterona el hipotálamo e hipófisis, que ocasiona una disminución en la secreción de las hormonas GnRH (hipotálamo) y, las hormonas Luteinizante y folículo estimulante (hipófisis).

### Efectos farmacológicos
El megestrol replica los efectos fisiológicos de la progesterona natural, como la inducción de cambios secretores en el endometrio, aumento de la temperatura corporal basal, inhibición hipofisaria y producción de hemorragia por deprivación en presencia de estrógenos. Además, el megestrol tiene una actividad de tipo glucocorticoide y mineralocorticoide. Interviene en procesos celulares como la autofagia y la degradación de proteínas, ayudando a reducir la degradación de las fibras musculares y mejorando el estado del paciente. Este medicamento no exhibe actividad androgénica y anabólica.
El mecanismo exacto de los efectos antianoréxicos y anticaquéxicos aún no ha sido descrito completamente, sin embargo, diversos estudios sugieren que el megestrol disminuye la acción de  moléculas mediadoras de inflamación como IL-1, IL-6, TNF y ubiquitinas por efecto glucocorticoide.  Esto ocasiona un aumento del apetito, de la masa corporal y disminuye la degradación de proteínas musculares al suprimir el sistema proteolítico mediado por el proteosoma.

### Interacciones
| Fármacos que interaccionan con Megestrol | Fármacos que interaccionan con Megestrol |
| Fármaco                                  | Resultados de la interacción |
| ---------------------------------------- | --- |
| Agentes Antidiabéticos                   | El megestrol puede disminuir el efecto terapéutico de los agentes antidiabéticos. Riesgo C: Monitorizar la terapia.                                                                                                   |
| Clorprotixeno                            | Las progestinas pueden potenciar el efecto adversos del clorprotixeno. Riesgo C: Monitorizar la terapia. |
| C11-Colina                               | Los antiandrogénicos pueden disminuir el efecto terapéutico de la C11-Colina. Riesgo C: Monitorizar la terapia. |
| Dofetilida                               | El megestrol puede aumentar la concentración sérica de Dofetilida. Riesgo X: Evitar la combinación. |
| F18-Flotufolastat                        | Los antiandrogénicos pueden disminuir el efecto diagnóstico del F18-Flotufolastat. Riesgo D: Considerar modificación de la terapia.                                                                                   |
| Galio Ga 86 PSMA-11                      | Los antiandrogénicos pueden disminuir el efecto terapéutico del Galio Ga 86 PSMA-11 provocando cambios en la captación de este medicamento en el cáncer de próstata. Riesgo D: Considerar modificación de la terapia. |
| Indium 111 Capromab Pendetide            | Los antiandrogénicos pueden disminuir el efecto diagnóstico del Indium 111 Capromab Pendetide. Riesgo X: Evitar combinación.                                                                                          |
| MetyraPONE                               | Las progestinas pueden disminuir el efecto diagnóstico del MetyraPONE. Riesgo D: Considerar modificación de la terapia.                                                                                               |
| F-18 Piflufolastat                       | Los antiandrogénicos pueden disminuir el efecto diagnóstico del F-18 Piflufolastat en el cáncer de próstata. Riesgo D: Considerar modificación de la terapia.                                                         |
| Ulipristal                               | Puede disminuir el efecto terapéutico de las progestinas. Las progestinas pueden disminuir el efecto terapéutico del Ulipristal. Riesgo X: Evitar combinación.                                                        |
| Antagonistas de la Vitamina K            | El megestrol puede aumentar las concentraciones séricas de los antagonistas de la vitamina K como la warfarina. Riesgo C: Monitorear la terapia.                                                                      |

## Uso clínico
El megestrol se emplea como estimulante del apetito para tratar la pérdida de peso, generando el aumento de peso en distintas situaciones clínicas.

#### Síndrome de anorexia-caquexia en pacientes con VIH/SIDA
- Se usa para aumento del peso en pacientes con VIH/SIDA.[1][2][8]

#### Síndrome de anorexia-caquexia en pacientes con cáncer
- Se usa para mejorar el apetito y aumentar el peso en pacientes con cáncer avanzado. Se reporta para cualquier tipo, algunos de ellos son el cáncer de pulmón, gastrointestinal, páncreas, hígado, cabeza y cuello, próstata, cáncer mamá y endometrio.[1][2][3][4] [18][19][20][21]

#### Síndrome de anorexia-caquexia en pacientes con causa desconocida
- Se usa para mejorar el apetito y aumentar el peso en pacientes con EPOC, con fibrosis quística y en pacientes ancianos.[2]

### Efectos adversos
Para la evaluación de las reacciones adversas (RAM) se tendrán en cuenta los criterios de la CIOSM.
| Reacciones adversas a Megestrol | Reacciones adversas a Megestrol | Reacciones adversas a Megestrol                                    |
| Sistema implicado               | Grupo CIOSM                     | Tipo de reacción                                                   |
| ------------------------------- | ------------------------------- | ------------------------------------------------------------------ |
| Sistema endocrino               | Frecuente                       | Hiperglucemia (6%)                                                 |
| Sistema endocrino               | Raros                           | Síndrome de Cushing Diabetes mellitus Insuficiencia adrenocortical |
| Sistema cardiovascular          | Frecuente                       | Trombosis venosa profunda Tromboflebitis Hipertensión (8%)         |
| Sistema cardiovascular          | Poco frecuente                  | Edema                                                              |
| Sistema cardiovascular          | Raros                           | Falla cardíaca                                                     |
| Sistema tegumentario            | Muy frecuente                   | Erupción cutánea (12%)                                             |
| Sistema gastrointestinal        | Frecuente                       | Flatulencias (10%) Vómito (4%) Náuseas (4%) Dispepsia (3%)         |
| Sistema nervioso                | Frecuente                       | Astenia (6%) Insomnio (5%) Dolor (6%)                              |
| Sistema nervioso                | Raro                            | Cambios de humor Letargia                                          |
| Sistema genitourinario          | Muy frecuente                   | Impotencia sexual (14%)                                            |
| Sistema genitourinario          | Frecuente                       | Poliuria (2%)                                                      |

### Contraindicaciones
Se debe evitar casos de hipersensibilidad a las progestinas u otros componentes de la fórmula del megestrol.
Está clasificado en categoría X por la FDA, por lo que está contraindicado durante el embarazo y durante la lactancia materna, traerá efectos adversos en el recién nacido.

#### Contraindicaciones con enfermedades/ Contraindicaciones en poblaciones específicas
- No se recomienda el uso en pacientes con enfermedad tromboembólica o con alto riesgo de tromboembolismo.[1]

- Se debe evitar en pacientes con insuficiencia hepática. Dado que el metabolismo es hepático a través del citocromo P450, las UDP-glucuronosiltransferasas (UGT) y la CYP3A4.[1] Las interacciones con otros fármacos metabolizados por UGT2B17, se debe evitar la combinación con el  ibuprofeno. Por el lado  por el CYP3A4, los inhibidores que se deben evitar son los antifúngicos como itraconazol, medicamentos antihipertensivos como diltazem o fármacos quimioterapéuticos como el etopósido. La  combinación  con estos medicamentos causan interacciones farmacológicas adversas (DDI, por sus siglas en inglés).[12]

- No se recomienda el uso en pacientes con sangrado vaginal anormal durante sus ciclos menstruales.[1]

- Evitar el uso en pacientes con enfermedad cardiaca, epilepsia, migraña, diabetes mellitus, depresión mental y hiperlipidemia.[1]

- La suspensión abrupta del megestrol que lleva a la alteración del eje hipotálamo - pituitaria - suprarrenal. Este mecanismo se asocia también por el uso prolongado, llevando a diabetes inducida por esteroides y síntomas similares al del síndrome de Cushing.[2][7][8]

### Sobredosis
No se han encontrado efectos secundarios inesperados graves ni reacciones adversas severas por la administración de megestrol en dosis hasta de 1200 mg/día. La toxicidad del megestrol es leve clasificada en una escala de grado 0 o 1.
Los informes post comercialización acerca de sobredosis han sido escasos, indican signos y síntomas como diarrea, náuseas, dolor abdominal, disnea, tos, ataxia, letargo y dolor precordial. No está descrito ningún antídoto y no se  puede eliminar mediante diálisis.

### Presentaciones
1. Tableta de 20 mg y 40 mg. Se receta cuatro veces al día como dosis inicial, hasta luego incrementar la dosis a 800 mg.[14]
2. Suspensión oral concentrada de 40mg/1mL. Se administra una vez al día.[14]

Ver Forma galénica.
Por sus propiedades fisicoquímicas y requisitos de conservación, entre los excipientes habituales para este producto nos podemos encontrar con los siguientes: Ver Números E

## Uso veterinario
Se ha encontrado que el megestrol es utilizado en adenocarcinoma e hiperplasia mamaria, aumentar el apetito y ganancia de peso, afecciones de la piel y comportamentales en gatos.
Además es útil para posponer el ciclo de celo y aliviar los efectos de falso embarazo en gatos y perros, adicionalmente se puede usar como tratamiento de hipertrofia prostática benigna en perros.

## Otros usos
- El megestrol reduce el crecimiento de las células de cáncer de endometrio, induciendo la detención irreversible de G1 y la senescencia celular. Mejorando la tasa de supervivencia y reducción del crecimiento del tumor de las células de cáncer de endometrio.[3]

- El uso del megestrol mejoró la supervivencia de los pacientes, aumentando de 7 a 18 meses, y disminuyendo el crecimiento del tumor en hígado inoperable.[4][25]

- Se ha indicado en dosis bajas, también se usa para reducir los sofocos en mujeres con cáncer de mama y en hombres que han recibido terapia de supresión de andrógenos para el cáncer de próstata .[5][6]